# Casimir Duclos
Casimir Duclos est un officier de l'armée de Napoléon, né sur l'île de Sainte-Lucie le 12 mars 1769, et mort en le 26 octobre 1833 à Bordeaux. Métis, il commande pendant les Cent-Jours un détachement d'une centaine d'afro-descendants qui participe à un soulèvement bonapartiste à La Réole. À la Restauration de la monarchie il est pour ces faits condamné au bagne, victime de la Terreur blanche. 

## Biographie
Casimir Duclos naît dans la colonie de Sainte-Lucie le 12 mars 1769. Il est mulâtre, terme utilisé alors pour désigner les personnes métisses nées d'un parent noir et d'un parent blanc.
Il s’enrôle dans les armées françaises le 6 novembre 1792, sans doute au sein de la Légion des Américains. Il est nommé lieutenant en juillet 1795 — on sait alors de lui qu'il peut lire et écrire. Le 26 mai 1796 le bataillon des Antilles dont il relève est battu par le général Abercromby, commandant en chef des forces britanniques dans les Antilles et en Guyane, lors d’un combat qui aboutit à la prise de l'île Sainte-Lucie par les Anglais et au rétablissement local de l’esclavage. Avec d’autres officiers et de nombreux hommes de couleur, il est incarcéré en tant que prisonnier de guerre dans la baie de Portsmouth, où sont détenus de nombreux Noirs. 

Il est libéré ou échangé dans le courant de l’année 1799 (semble-t-il en compagnie de sa femme Ursule), et placé au dépôt de l’île d’Aix où il reste de juillet à octobre. Fin 1799, il relève de la 5e demi-brigade d'artillerie de marine et séjourne à Rochefort. Réformé en mars 1801 après une blessure par arme à feu au pied, il reprend du service en juillet 1811, puis est affecté dans une compagnie de vétérans. Il devient artisan et exerce la profession de tailleur de pierres. 

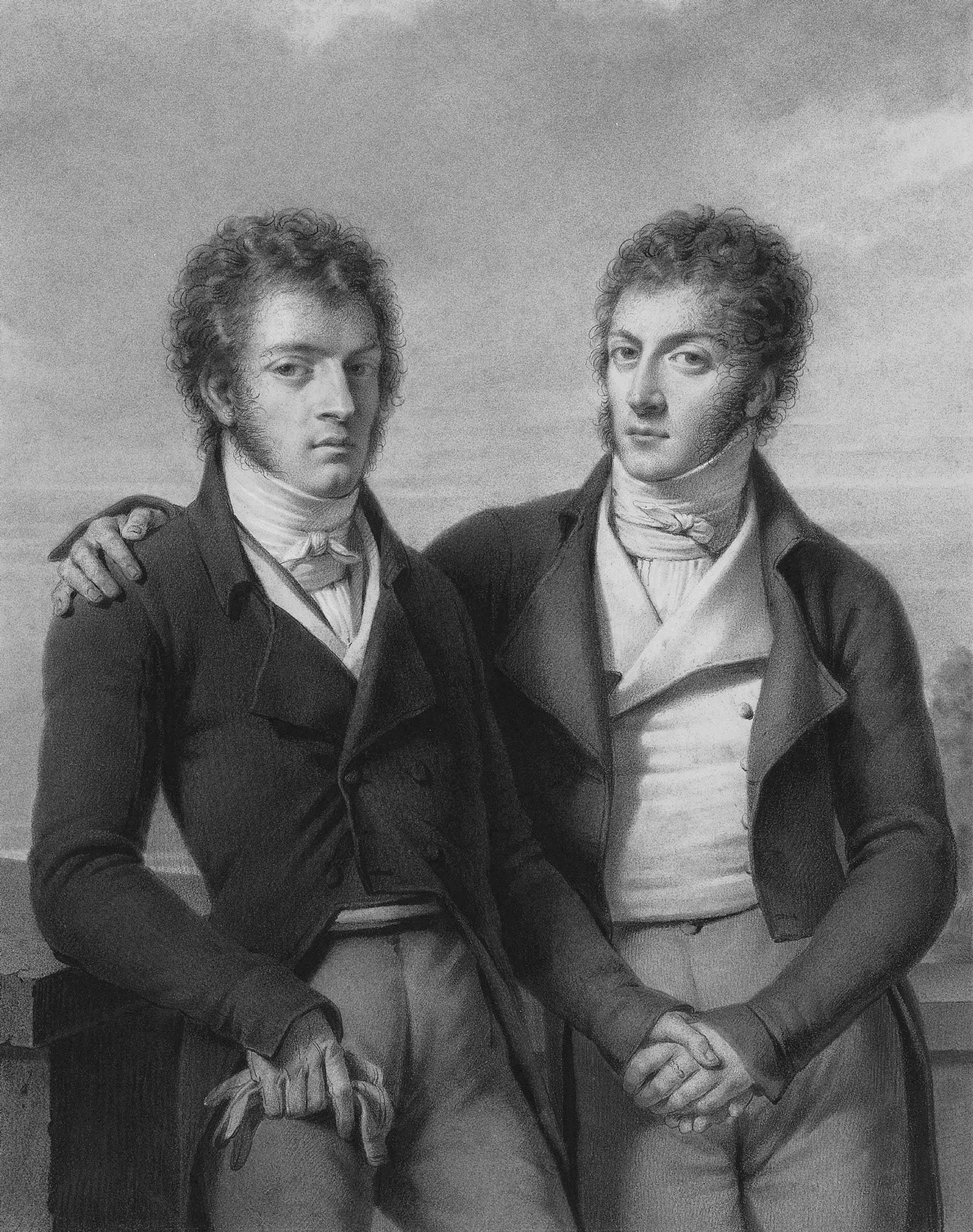
César et Constantin Faucher.

Pendant les Cent-Jours, il passe à La Réole le 22 juillet 1815, commandant un détachement d'une centaine de soldats noirs du 1er bataillon colonial. Avec ses hommes, il arrache et brûle le drapeau blanc, emblème de la royauté que les autorités de la ville ont installé sur le clocher de l'église. Plus ou moins avinés, les hommes se joignent à un groupe local dirigé par les frères jumeaux Constantin et César Faucher, deux généraux de brigade qui entendent se soulever contre les royalistes : ensemble, ils se portent contre le château voisin de Montagoudin appartenant à Hyacinthe Philémon de La Vaissière de Verduzan, ancien lieutenant-colonel d'infanterie du régiment des Gardes françaises, qui avait émigré pendant la Révolution[source insuffisante]. Là-bas, les révoltés se livrent, selon leurs adversaires, à des pillages et des violences. La troupe s'en prend ensuite à la commune de Beaupuy et est finalement interpellée par la Garde nationale de Marmande : trente hommes sont arrêtés, vingt-trois soldats noirs et sept indigènes de La Réole. Les frères Faucher sont déferrés en conseil de guerre à Bordeaux en septembre 1815 et fusillés.  
En décembre 1815 un tribunal de Bordeaux condamne Duclos à vingt ans de bagne « pour excès et brigandages commis à la tête d'une troupe de nègres » ; le sous-lieutenant Joseph Varret est exécuté, un autre banni, plusieurs soldats noirs écopent de peines de prison. La plupart de ces afro-descendants, âgés d'une vingtaine ou d'une trentaine d'années, sont nés à Saint-Domingue ou à la Guadeloupe ; l'un d'eux est le fils d'un aubergiste bordelais, Louis Belard Saint-Sylvestre. Ils sont bonapartistes, l'Empereur, bien qu'ayant rétabli l'esclavage en 1802, est encore perçu comme un défenseur des idéaux républicains, et l'esclavage comme une émanation de l'Ancien Régime.
Casimir Duclos purge sa peine pendant douze ans, et rentre dans ses foyers en 1829. Le 11 septembre 1830 il sollicite sa grâce auprès du Ministère de la guerre.  
S'adonnant à la boisson, il est victime d'un accident vasculaire cérébral dont il meurt quelques jours plus tard, le 26 octobre 1833, à Bordeaux.